# Progressione del record mondiale della marcia 10000 metri femminile
La voce seguente illustra la progressione del record mondiale della marcia 10000 metri femminile su pista di atletica leggera.
Il primo record mondiale femminile venne riconosciuto dalla federazione internazionale di atletica leggera nel 1981. Ad oggi, la World Athletics ha ratificato ufficialmente 14 record mondiali di specialità.

## Progressione
| Tempo     | Atleta            | Nazione          | Luogo                     | Data              | Note |
| --------- | ----------------- | ---------------- | ------------------------- | ----------------- | ---- |
| 47'58"2 m | Ann Jansson       | Svezia           | Falkenberg, Svezia        | 17 ottobre 1981   |      |
| 46'15"6 m | Roza Underova     | Unione Sovietica | Orël, Unione Sovietica    | 28 agosto 1983    |      |
| 45'47"0 m | Sue Cook          | Australia        | Leicester, Regno Unito    | 14 settembre 1983 |      |
| 45'39"5 m | Yan Hong          | Cina             | Copenaghen, Danimarca     | 13 maggio 1984    |      |
| 44'32'50  | Yelena Kuznetsova | Unione Sovietica | Brjansk, Unione Sovietica | 16 agosto 1986    |      |
| 44'26"5 m | Xu Yongjiu        | Cina             | Xinglong, Cina            | 31 marzo 1987     |      |
| 43'52"1 m | Chen Yueling      | Cina             | Zhengzhou, Cina           | 25 ottobre 1987   |      |
| 43'36"5 m | Elena Nikolaeva   | Unione Sovietica | Fana, Norvegia            | 7 maggio 1988     |      |
| 43'36"41  | Elena Nikolaeva   | Unione Sovietica | Kiev, Unione Sovietica    | 30 luglio 1988    |      |
| 43'26"12  | Kerry Saxby-Junna | Australia        | Canberra, Australia       | 26 gennaio 1989   |      |
| 43'08"4 m | Nadežda Rjaškina  | Unione Sovietica | Fana, Norvegia            | 28 aprile 1989    |      |
| 42'39"2 m | Ileana Salvador   | Italia           | Roma, Italia              | 17 giugno 1989    |      |
| 42'25"2 m | Kerry Saxby-Junna | Australia        | Fana, Norvegia            | 26 maggio 1990    |      |
| 41'56"23  | Nadežda Rjaškina  | Unione Sovietica | Seattle, Stati Uniti      | 24 luglio 1990    |      |